# Yleyrodes isoberlinae
Yleyrodes isoberlinae es un hemíptero de la familia Aleyrodidae, subfamilia: Aleyrodinae.
Fue descrita científicamente por primera vez por Bink-Moenen en 1983.